# Zinghenesta

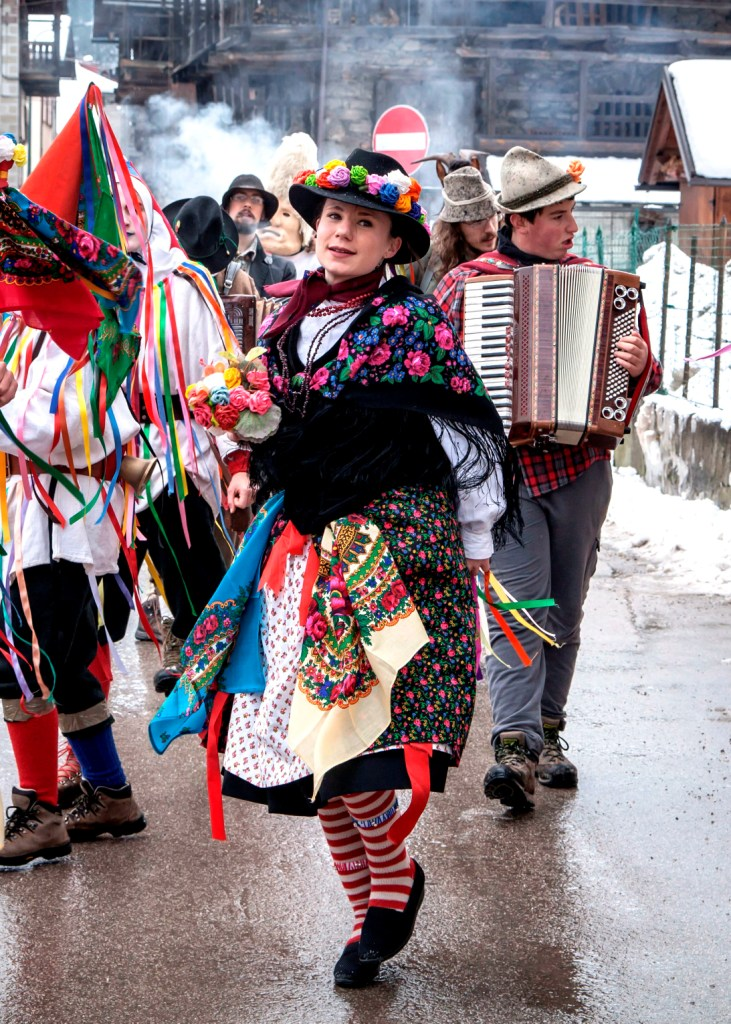
La Žinghenésta

La Žinghenésta è un'antica festa in maschera che si svolge a Canale d'Agordo (provincia di Belluno) l'ultima domenica di Carnevale. Il personaggio principale è di sesso femminile e prende il nome dalla ragazza più bella del paese, eletta annualmente regina della festa.

## Storia
I Carnevali di montagna sono da sempre vivi nelle vallate dolomitiche e hanno sempre rappresentato una grande occasione di aggregazione nei paesi, rimanendo per secoli le maggiori manifestazioni di gruppo al di fuori dell'ambito previsto dalla religione Cattolica, richiamando anche delle tradizioni più pagane.
In diverse vallate, dall'Agordino al Cadore, dalla Val di Zoldo al Comelico, queste celebrazioni hanno sempre goduto di grande partecipazione da parte della popolazione attraverso i cortei mascherati espressi in momenti e modi diversi e confluenti di solito in una grande festa da ballo.
Pur essendo molto diverse nell'organizzazione, queste celebrazioni conservano delle caratteristiche comuni: maschere simili, atteggiamenti e significati sovrapponibili, presenza di musica e ballo, presenza dei coscritti. In tutti questi diversi Carnevali si possono riscontrare, pur con variazioni, due grandi gruppi di maschere: le maschere guida (accompagnate dalle maschere “garanti del corteo”) e le maschere sociali, con diversi ruoli e significati.

## Descrizione dei personaggi

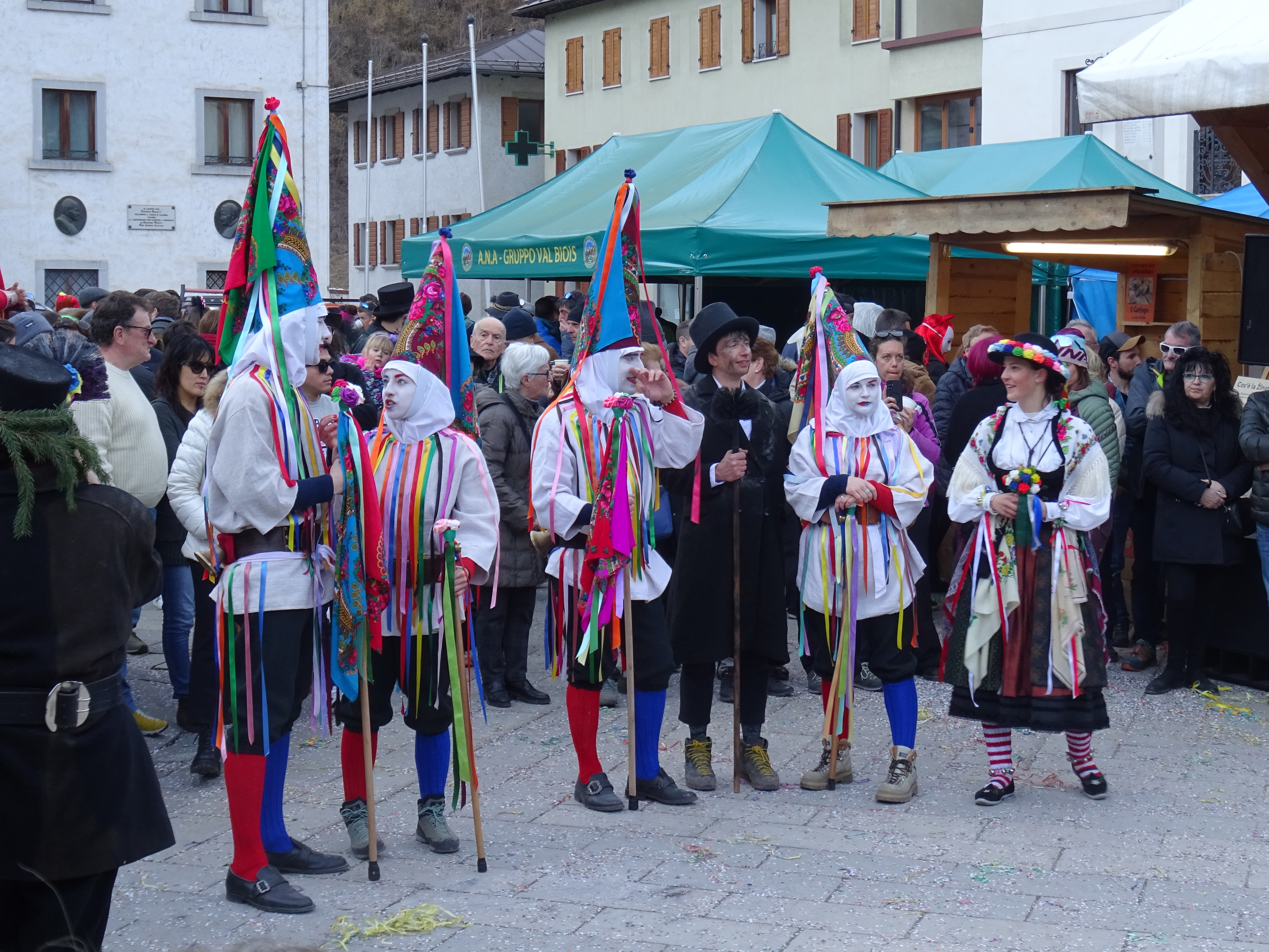
La Zinghenesta con le maschere Guida

### Le maschere Guida
È il gruppo delle maschere principali, che ricalcano il significato propiziatorio di abbondanza e fertilità e devono pertanto dare l'idea di autorità, potenza e bellezza. Sono caratterizzate infatti da elementi ricorrenti: abbigliamento prezioso, alto copricapo, presenza di un bastone/scettro di comando, perfezione nelle forme e nelle vesti, nastri, fiori e colori sgargianti, continuo movimento in corsa o ballo, suono gradevole dato da bronzine o campanelli, oro e oggetti preziosi.
Fanno parte di questo gruppo tutte le maschere con la radice "Mata" ossia i Matazìn del Comelico, di Zoldo e Sottoguda, i Matacìnch di Laste e i Matiéi di Canale d'Agordo. A questo gruppo inoltre, per le citate caratteristiche, appartiene anche la Zinghenésta di Canale. Queste figure solitamente non parlano ma si esprimono attraverso atteggiamenti e gesti. Proprio per questo, oltre che dalla musica, sono accompagnati spesso dal Lachè, che ha la funzione di aiutante e di tramite con il pubblico. Le maschere guida di solito restano isolate durante la sfilata e ballano tra di loro, ma in alcuni momenti come nelle soste in qualche piazza possono concedere un ballo agli astanti; vediamo brevemente le maschere di Canale d'Agordo che rientrano in questo gruppo.

#### La Zinghenesta
È la maschera tipica del paese e prima maschera guida femminile dei carnevali di montagna. La Zinghenésta è la ragazza più bella del paese, eletta annualmente regina della festa. È vestita sfarzosamente, con un bianco corsetto, una gonna pieghettata da festa, fazzoletti colorati, nastri, collane, ciondoli, fiori e oggetti preziosi.
Indossa il tipico "Cappello dei Coscritti" (un cappello nero con attorno delle rose di carta colorate e nella parte posteriore dei lunghi nastri variopinti), ai piedi porta gli "scarpét" e delle sonagliere, mentre in mano regge un mazzo di fiori.
Secondo la tradizione il corteo mascherato si reca nella sua casa per poi confluire nella piazza del paese. Assieme ai Matiéi e ai Lachè, la Zinghenésta danza e salta a ritmo di musica.
La tradizione vuole che la zinghenesta assuma un ruolo sacro e propiziatorio.

#### Il Matèl
Il Matèl di Canale d'Agordo è la maschera guida più tradizionale, le cui caratteristiche si possono ritrovare anche negli altri Carnevali delle Dolomiti. Indossa un cappello conico di circa 60 cm, ricoperto di tessuto e adornato di nastri colorati e fazzoletti frangiati. Il viso, incorniciato da un fazzoletto, quando non è coperto da un volto ligneo “da bello” è dipinto di bianco. Porta una lunga camicia bianca lasciata fuori dai pantaloni con dei nastri variopinti cuciti attorno al collo e una cintura anch'essa adornata di nastri e fazzoletti. Indossa un paio di pantaloni alla zuava coperti da due garmài e due lunghi calzettoni di diverso colore: rosso a destra e blu a sinistra.
Completano la figura delle sonagliere di brondìne e un lungo bastone fornito di nastri, fazzoletti e campanelli. I vari Matiéi accompagnano la Zinghenésta, saltando, danzando e facendo risuonare i campanelli in continuazione.

#### Il Lachè
Il Lachè è del tutto simile al Matèl, ma porta un cappello più basso ed è privo del bastone di comando.

### Le maschere Sociali

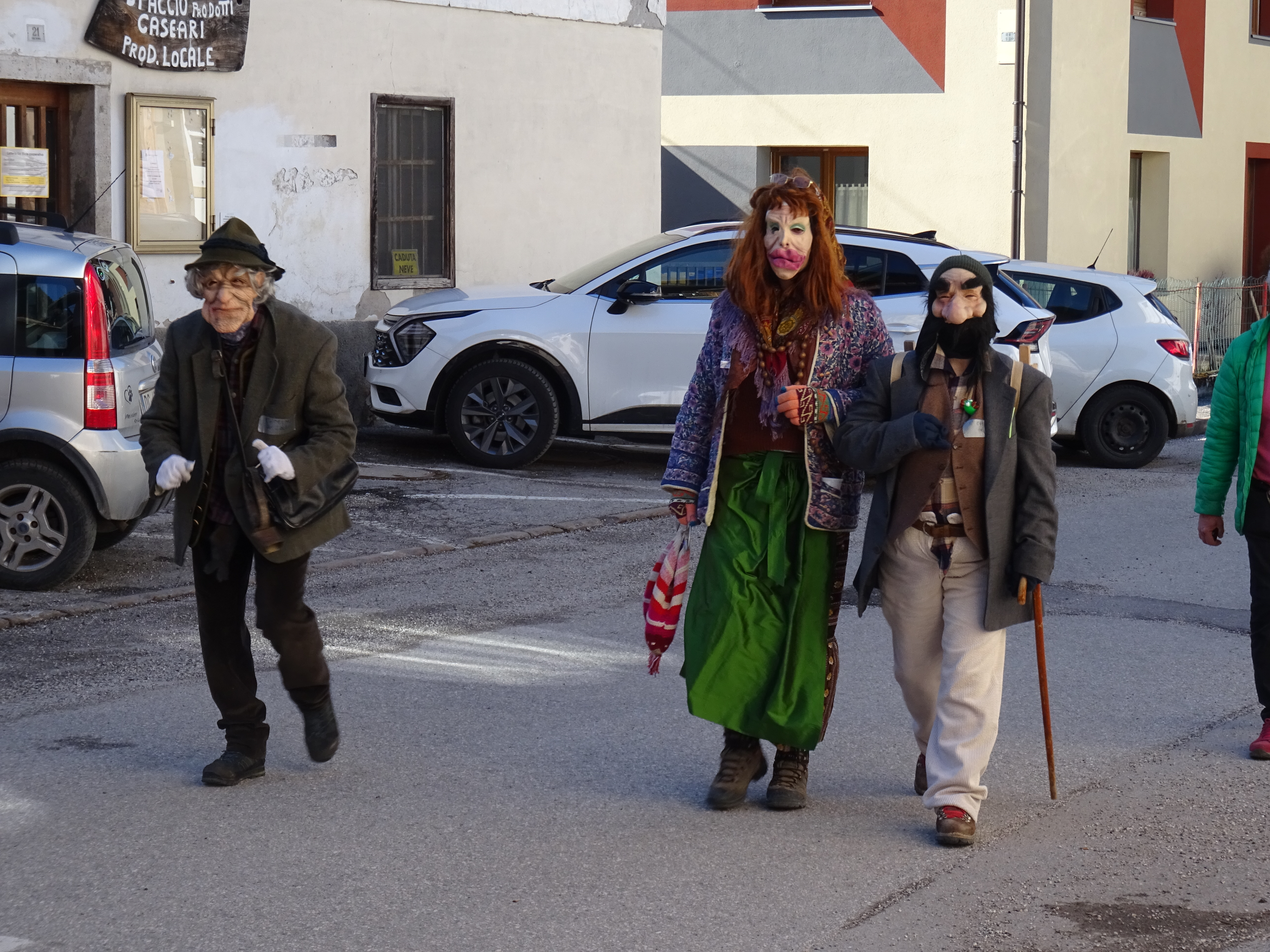
Alcune maschere

È l'altro grande gruppo di maschere, il più numeroso e composto da personaggi che rappresentano l'esagerazione dell'umanità e della quotidianità locale. Al suo interno troviamo una varietà enorme di maschere dalle sembianze esagerate e grottesche che hanno lo scopo di compiere il vero senso del carnevale, ossia trarre in inganno il mondo esterno. Questo scopo viene raggiunto solamente quando i partecipanti non vengono riconosciuti, azzerando il proprio status sociale e dimostrando la potenzialità di rinnovamento, di cambiamento. Un tempo era importantissimo non essere riconosciuti e infatti anche i volti lignei venivano continuamente prestati da una famiglia all'altra per facilitare l'anonimato del portatore o addirittura bruciati alla fine del carnevale. La maschera inoltre ha sempre goduto di grande rispetto e libertà in una società nella quale certi comportamenti non erano di norma tollerati: la maschera (se il portatore non veniva riconosciuto) poteva entrare e sostare a piacimento nelle case, scherzare, giocare, ballare e vedere senza timore le ragazze, cose impensabili in altri periodi e in altre circostanze. Le maschere sociali sono composte quasi sempre da due gruppi di personaggi: i “Belli” vestiti elegantemente, con abiti da festa e volti lignei armoniosi e i “Brutti” vestiti in modo logoro, con abiti consunti e volti lignei deformi. Alcune tra le maschere sociali sono dette maschere “garanti del corteo”, che hanno cioè il compito di mantenere lo spazio vitale e una distanza tra le maschere guida e il pubblico presente, comportandosi anche in modo irriverente e ritualmente aggressivo, colpendo gli astanti con ramazze, sporcandoli con fuliggine o aspergendoli con liquame di vario genere. Tale comportamento assume anche un significato magico e propiziatorio. Le maschere che appartengono a questo gruppo sono pagliacci, diavoli, spazzacamini e altre figure simili. In particolare a Canale possiamo riscontrare le seguenti.

#### Il Paiàzo
Il Paiàzo della Zinghenésta indossa una tunica di colore neutro decorata con nastri e fiori colorati e indossa una maschera lignea con baffi. Porta un copricapo conico coperto di piume di cappone e un
bastone fornito di campanelli. Il Paiàzo precede il corteo mascherato correndo avanti e indietro e facendosi largo tra la gente.

#### I Pùster
I Pùster sono le maschere “da brutto” garanti del corteo, vestite con i più logori e vecchi abiti quotidiani. Portano un volto deforme e sporcano gli astanti con liquame o con la cenere.

#### Gli Spazzacamini
Sono vestiti di nero, hanno il volto annerito e sporcano con la fuliggine tutti i presenti. Possono inoltre portarsi appresso gli strumenti del mestiere.

#### I Bèr
Sono delle figure pastorali, con cappelli conici e abiti coperti di pellame. Portano delle pesanti sonagliere di bronzo e un bastone di frassino gemmato con cui “chiamano l'erba” novella. Si muovono lentamente, con piccoli saltelli in modo da far suonare i campanelli all'unisono.

#### I Sasìgn, i Giandàrmi e il Caorón Spión
Nelle descrizioni di Edoardo Casal sono presenti queste figure che sono strettamente legate fra loro, creando una sorta di coreografia. I Sasìgn, armati fino ai denti e dal volto dipinto, approfittano della confusione generale per rovesciare cataste di legna e rubare qualche biscotèr. Ma il Caorón Spión, con una maschera raffigurante il muso di una pecora e munito di un lungo cannocchiale, vede tutto ciò che accade e riferisce i fatti ai Giandàrmi (all'epoca vestiti all'Austriaca, ora all'Italiana, da Carabinieri) che arrestano i Sasìgn. Volendo fare una precisazione, il ruolo dei Giandàrmi non è assolutamente un ruolo di scherno, bensì di stima verso le forze della pubblica sicurezza.

#### Altri personaggi
La bellezza intrinseca del carnevale sta proprio nella fantasia di chi vi partecipa (che chiunque può inventare e divertirsi a realizzare), pertanto sono sempre presenti figure mascherate diverse e di origine sconosciuta come:
- Il Cortina (una maschera alta più di due metri)
- Il Pasqualón (simile al "Cortina" ma dal collo allungabile e girevole)
- La Maschera dei Caràgn (una vecchia che porta nella gerla un giovane o un anziano, simile al personaggio la "Gnaga" di Fornesighe di Forno di Zoldo)
- Gli Órs
- Il Prève e il Sindico